# 말하는 건축 시티:홀
"말하는 건축 시티:홀"(City: hall)은 한국에서 제작된 정재은 감독의 2013년 다큐멘터리 영화이다. 유걸 등이 주연으로 출연하였다.

## 출연

### 주연
- 유걸

## 기타
- 제작회계: 안재현
- 스크립터: 서지민
- 조감독: 김현경
- 사운드: 고은하
- 사운드슈퍼바이저: 표용수
- 마케팅: 이채현
- 마케팅: 이나리
- 마케팅: 조정임
- 마케팅: 황초희
- 마케팅: 홍정연
- 마케팅: 이윤경
- 마케팅: 정혜원
- 촬영지원: 김철주
- 촬영지원: 김동욱
- 촬영지원: 김치성
- 촬영지원: 이한결
- DI: 송새진
- DCP: 최정권
- 자막폰트: 윤디자인연구소
- 코디네이터: 이종문
- 영어자막연출: 오경주
- 영어자막조연출: 윤주연
- 영어자막편집: 이종호
- 영어자막보조: 윤선영
- 영문감수: 최원준
- 예고편제작: 배두한
- 온라인마케팅: 박선희
- 온라인마케팅: 허윤정
- 온라인마케팅: 박연주
- 해외마케팅: 조은정
- 해외마케팅: 임지윤
- 지미집: 문주천
- 지미집: 지윤구